# Pararrhaptica punctiferanus
Pararrhaptica punctiferana là một loài bướm đêm thuộc họ Tortricidae. Nó là loài đặc hữu của Molokai., Maui và Hawaii.